# Цитринка жовтогорла
Цитринка жовтогорла (Geothlypis formosa) — вид горобцеподібних птахів родини піснярових (Parulidae). Поширений в Північній Америці.

## Поширення
Птах гніздиться у східній частині Сполучених Штатів на південь від Великих озер (не розмножується у Флориді). Населяє помірно-вологі вічнозелені та змішані ліси. На зимівлю він мігрує до південної Мексики, Антильських островів, Центральної Америки та північної частини Південної Америки (Колумбія та Венесуела), де поширений у вологих тропічних лісах на низовинах.

## Опис
Дорослі птахи сягають 12-13 см завдовжки. Є невеликий статевий диморфізм. Самець характеризується чорною маскою, яка, частково поширюється на боки шиї; жовтою надбрівною лінією і чорним тіменем. Спина, крила і хвіст мають оливково-бурий колір, а черевні частини (горло, шия, груди і живіт) жовті. Самиця схожа на самця, але її можна відрізнити за темно-оливково-коричневою маскою та тіменем. Нестатевозрілі особини схожі на дорослих.